# Principio de absorción limitante
En matemáticas, el principio de absorción limitante (LAP) es un concepto de la teoría del operador y la teoría de dispersión que consiste en elegir el resolvente "correcto" de un operador lineal en el espectro esencial basado en el comportamiento del resolvente cerca del espectro esencial. El término se usa a menudo para indicar que el resolvente, cuando se considera que no está en el espacio original (que generalmente es el {\displaystyle L^{2}} espacio ), pero en ciertos espacios ponderados (generalmente {\displaystyle L_{s}^{2}}, ver más abajo), tiene un límite a medida que el parámetro espectral se acerca al espectro esencial. 

## Relación con la teoría de la dispersión.
Como ejemplo, consideremos el operador de Laplace en una dimensión, que es un operador ilimitado {\displaystyle A=-\partial _{x}^{2},} actuando en {\displaystyle L^{2}(\mathbb {R} )} y definido en el dominio {\displaystyle D(A)=H^{2}(\mathbb {R} )}, el espacio Sobolev . Describamos su resolución, {\displaystyle R(\lambda )=(A-\lambda I)^{-1}} . Dada la ecuación 
{\displaystyle (-\partial _{x}^{2}-\lambda )u(x)=f(x),\quad x\in \mathbb {R} ,\quad f\in L^{2}(\mathbb {R} )} ,
entonces, para el parámetro espectral {\displaystyle \lambda } del conjunto resolutivo {\displaystyle \mathbb {C} \smallsetminus {\overline {\mathbb {R} _{+}}}}, la solución {\displaystyle u\in L^{2}(\mathbb {R} )} es dado por {\displaystyle u(x)=(R(\lambda )f)(x)=(G(\cdot ,\lambda )*f)(x),} dónde {\displaystyle G(\cdot ,\lambda )*f} es la convolución de f con la solución fundamental G : 
{\displaystyle (G(\cdot ,\lambda )*f)(x)=\int _{\mathbb {R} }G(x-y;\lambda )f(y)\,dy,}
con la solución fundamental dada por 
{\displaystyle G(x;\lambda )={\frac {1}{2{\sqrt {-\lambda }}}}e^{-|x|{\sqrt {-\lambda }}},\quad \lambda \in \mathbb {C} \smallsetminus {\overline {\mathbb {R} _{+}}}.}
Está claro cuál de las ramas de la raíz cuadrada necesita elegir: la que tiene una parte real positiva (que decae para un valor absoluto grande de x ), de modo que la convolución de G con {\displaystyle f\in L^{2}(\mathbb {R} )} tiene sentido. 
Uno puede considerar el límite de la solución fundamental {\displaystyle G(x;\lambda )} como {\displaystyle \lambda } se acerca al espectro de {\displaystyle -\partial _{x}^{2}}, dada por {\displaystyle \sigma (-\partial _{x}^{2})={\overline {\mathbb {R} _{+}}}=[0,+\infty )} . Dependiendo de si {\displaystyle \lambda } se acerca al espectro desde arriba o desde abajo, habrá dos expresiones limitantes diferentes: {\displaystyle G_{+}(x;\lambda )=\lim _{\varepsilon \to 0+}G(x;\lambda +i\varepsilon )=-{\frac {1}{2i{\sqrt {\lambda }}}}e^{i|x|{\sqrt {\lambda }}}} Si {\displaystyle \lambda =|\lambda |+i0} (cuando {\displaystyle \lambda } enfoques {\displaystyle \mathbb {R} _{+}} desde arriba) y {\displaystyle G_{-}(x;\lambda )=\lim _{\varepsilon \to 0+}G(x;\lambda -i\varepsilon )={\frac {1}{2i{\sqrt {\lambda }}}}e^{-i|x|{\sqrt {\lambda }}}} (al acercarse {\displaystyle \mathbb {R} _{+}} desde abajo). 
¿A qué corresponden estos dos límites diferentes? Recordemos que uno llega al problema espectral anterior al estudiar la ecuación de Schrödinger , 
{\displaystyle i\,\partial _{t}\psi (t,x)=-\partial _{x}^{2}\psi (t,x),\quad t\in \mathbb {R} ,\quad x\in \mathbb {R} .}
La palabra "absorción" se debe al hecho de que si el medio estuviera absorbiendo, entonces la ecuación sería {\displaystyle i\,\partial _{t}\psi (t,x)=-\partial _{x}^{2}\psi (t,x)-i\varepsilon \psi (t,x)}, la solución con {\displaystyle \varepsilon >0} ganaría una decadencia temporal: {\displaystyle \psi (t,x)\to \psi (t,x)e^{-\varepsilon t}}, {\displaystyle t\to +\infty } ; la "absorción limitante" significa que esta parte imaginaria tiende a cero. Debido a esta decadencia en el tiempo para tiempos positivos, la transformada de Fourier en el tiempo de la solución, 
{\displaystyle {\hat {\psi }}(t,x)=\int _{\mathbb {R} }e^{i\lambda t}\psi (t,x)\,dt,}
podría extenderse analíticamente a una pequeña región del semiplano inferior, {\displaystyle \lambda \in \mathbb {C} }, con {\displaystyle \Im \lambda >-\varepsilon } . En este sentido, el resolvente "correcto", el correspondiente a las ondas salientes, estaría representado por el operador {\displaystyle R_{-}(\lambda )} con el núcleo integral {\displaystyle G_{-}(x-y,\lambda )}, que se define como el límite de la resolución al acercarse al espectro desde la región {\displaystyle \Im \lambda <0} .

## Estimaciones en los espacios ponderados
Dejar {\displaystyle A:\,X\to X} ser un operador lineal en un espacio de Banach {\displaystyle X}, definido en el dominio {\displaystyle D(A)\subset X} . Para los valores del parámetro espectral del conjunto resolvente del operador, {\displaystyle \lambda \in \rho (A)\subset \mathbb {C} }, el resolutivo {\displaystyle R(\lambda )=(A-\lambda I)^{-1}} está acotado cuando se considera como un operador lineal que actúa desde {\displaystyle X} a sí mismo, {\displaystyle R(\lambda ):\,X\to X}, pero su límite depende del parámetro espectral {\displaystyle \lambda } y tiende al infinito como {\displaystyle \lambda } se acerca al espectro del operador, {\displaystyle \sigma (A)=\mathbb {C} \smallsetminus \rho (A)} . Más precisamente, existe la relación 
{\displaystyle \Vert R(\lambda )\Vert \geq {\frac {1}{\operatorname {dist} (\lambda ,\sigma (A))}},\qquad \lambda \in \rho (A).}
En los últimos años, muchos científicos se refieren al "principio de absorción limitante" cuando quieren decir que la resolución {\displaystyle R(\lambda )} de un operador particular A, cuando se considera que actúa en ciertos espacios ponderados, tiene un límite (y / o permanece uniformemente delimitado) como parámetro espectral {\displaystyle \lambda } se acerca al espectro esencial, {\displaystyle \sigma _{ess}(A)} . Por ejemplo, en el ejemplo anterior del operador de Laplace en una dimensión, {\displaystyle A=-\partial _{x}^{2}:\,L^{2}(\mathbb {R} )\to L^{2}(\mathbb {R} )}, definido en el dominio {\displaystyle D(A)=H^{2}(\mathbb {R} )}, para {\displaystyle \lambda >0}, ambos operadores {\displaystyle R_{\pm }(\lambda )} con los núcleos integrales {\displaystyle G_{\pm }(x-y;\lambda )} no están limitados en {\displaystyle L^{2}} (es decir, como operadores de {\displaystyle L^{2}} a sí mismo), pero ambos estarán acotados cuando se los considere operadores 
{\displaystyle R_{\pm }(\lambda ):\;L_{s}^{2}(\mathbb {R} )\to L_{-s}^{2}(\mathbb {R} ),\quad s>1/2,\quad \lambda \in \mathbb {C} \smallsetminus {\overline {\mathbb {R} _{+}}},}
donde los espacios {\displaystyle L_{s}^{2}(\mathbb {R} )} se definen como espacios de funciones integrables localmente de modo que su {\displaystyle L_{s}^{2}} -norma, 
{\displaystyle \Vert u\Vert _{L_{s}^{2}(\mathbb {R} )}^{2}=\int _{\mathbb {R} }(1+x^{2})^{s}|u(x)|^{2}\,dx,}
es finito